# パラワン島

左にある細長い島がパラワン島

パラワン島（パラワンとう、Palawan Island）はフィリピンの南西部にある島。北西を南シナ海、南東をスールー海に面し、ミンドロ島とボルネオ島（マレーシア）の間にまたがる、南北の長さ397km・東西の幅の平均約40kmと極端に長細い島である。ルソン島、ミンダナオ島、サマール島、ネグロス島に次ぐフィリピンで5番目に大きな面積(11,785km2)の島で、パラワン州に属す。主な都市は、島の中央部にあるプエルト・プリンセサ。

## 地理・観光地
熱帯雨林・密林に覆われた高い山岳地帯が島の大半を占め、南部のマンタリンガハン山（標高2,086m）が最高峰である。ユネスコの「パラワン生物圏保護区」にも指定されており、「フィリピン最後のフロンティア」などとも呼ばれる秘境で、生態系がよく残っており、エコツーリズムの対象ともなっている。プエルト・プリンセサ地底河川国立公園やトゥバタハ岩礁海中公園が世界遺産に登録されている。
南北に長いパラワン島の周囲には無数の小島がある。島の北西にはブスアンガ島、クリオン島、コロン島などで構成されるカラミアン諸島（Calamian）があり、フィリピン屈指の良好な漁場として、ダイビングスポットとして（周囲は太平洋戦争中の日本軍の沈没船が多い）、また高級リゾートとして知られている。
島北部の町、エルニドは、高く切り立った大理石でできた数十の島々の景観と、美しい白砂のビーチで知られており、周囲に点在するリゾート・アイランドへの発着港でもある。これらのリゾートは島一つをひとつのリゾート施設が独占するという贅沢な造りのもので、隠れ家的なリゾートを求める観光客に大変人気がある。
その他、ドゥランガン島はパラワン島の西端に接しており、バラバク島は南端に接してボルネオ島とはバラバク海峡で隔てられている。

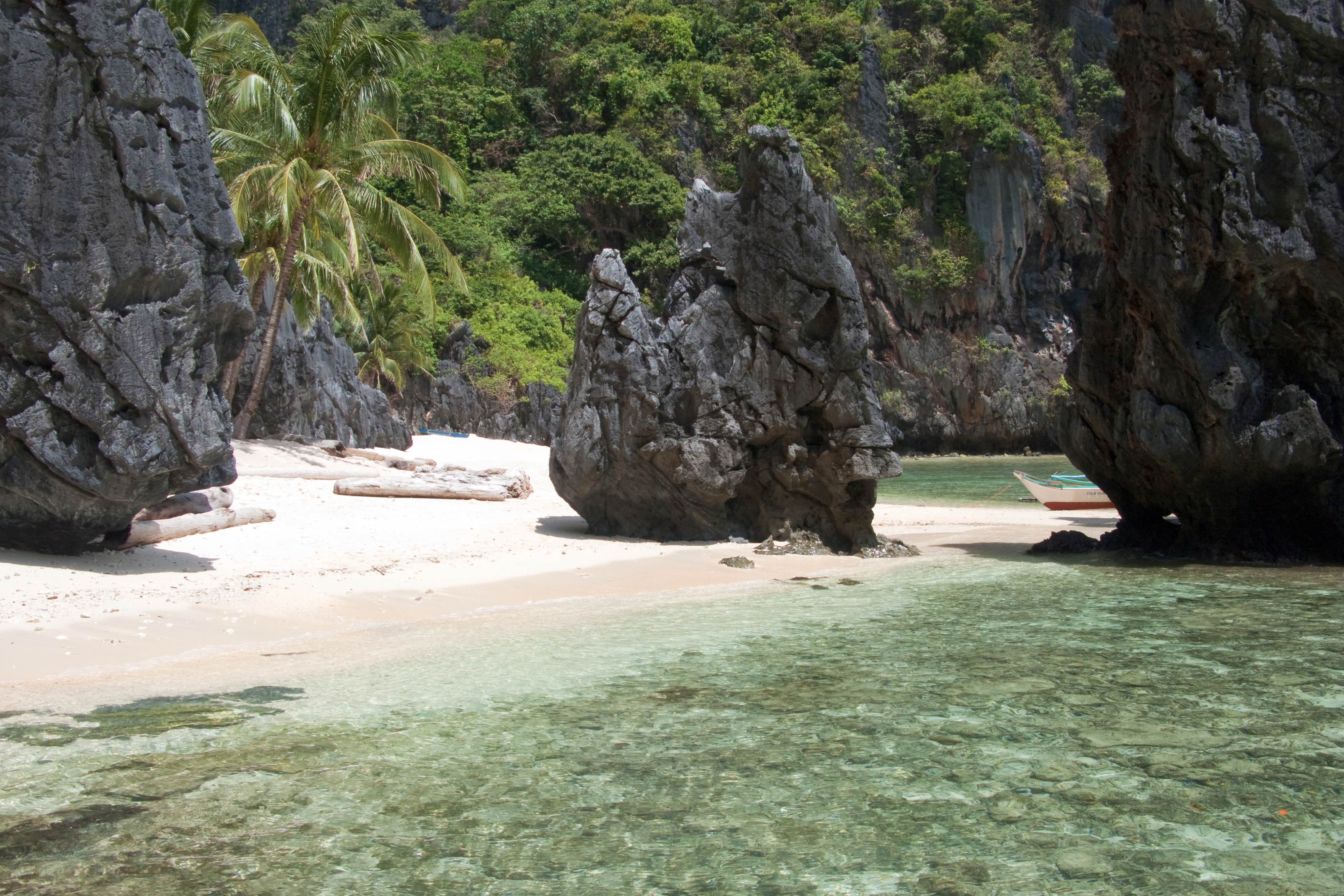
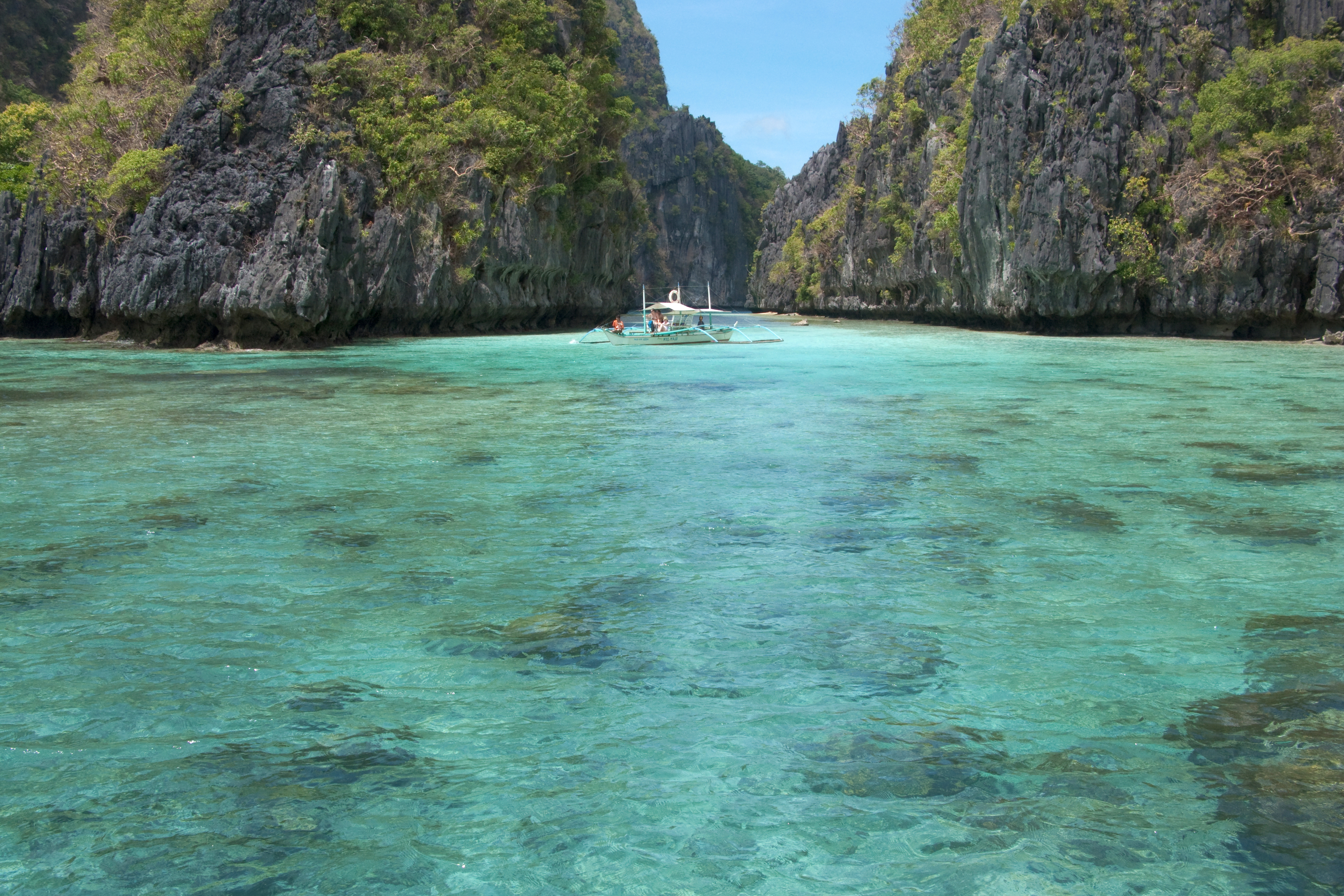
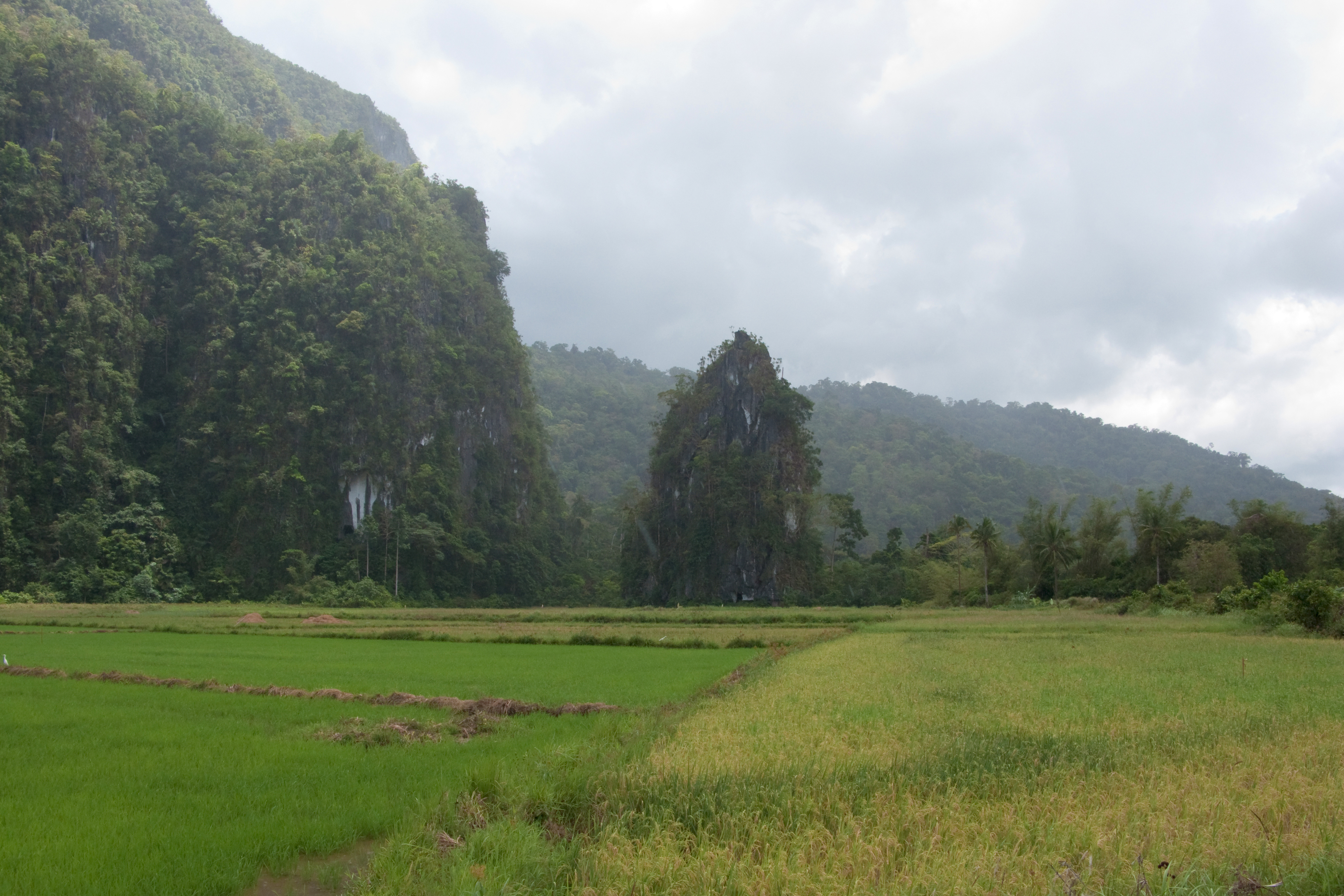
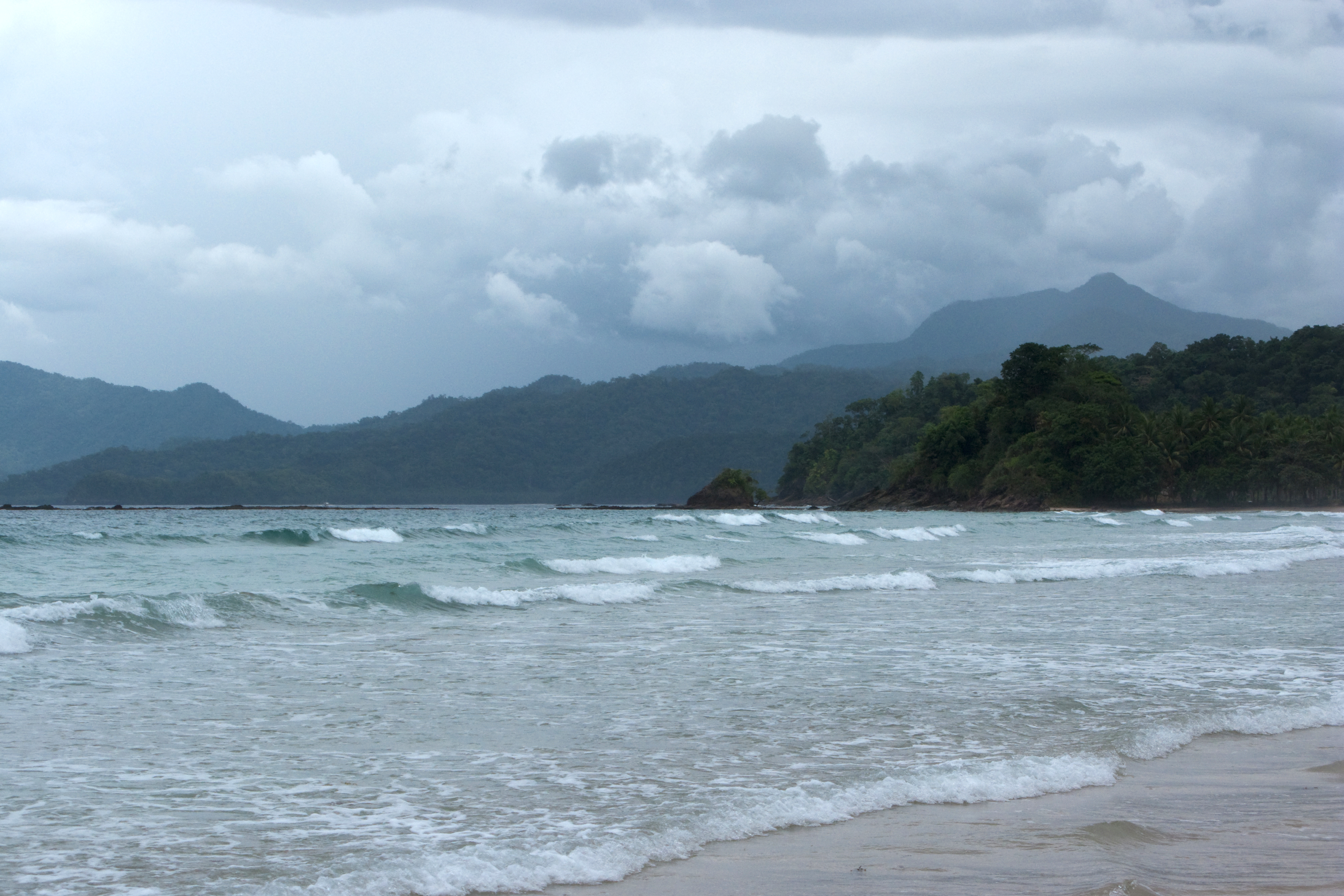
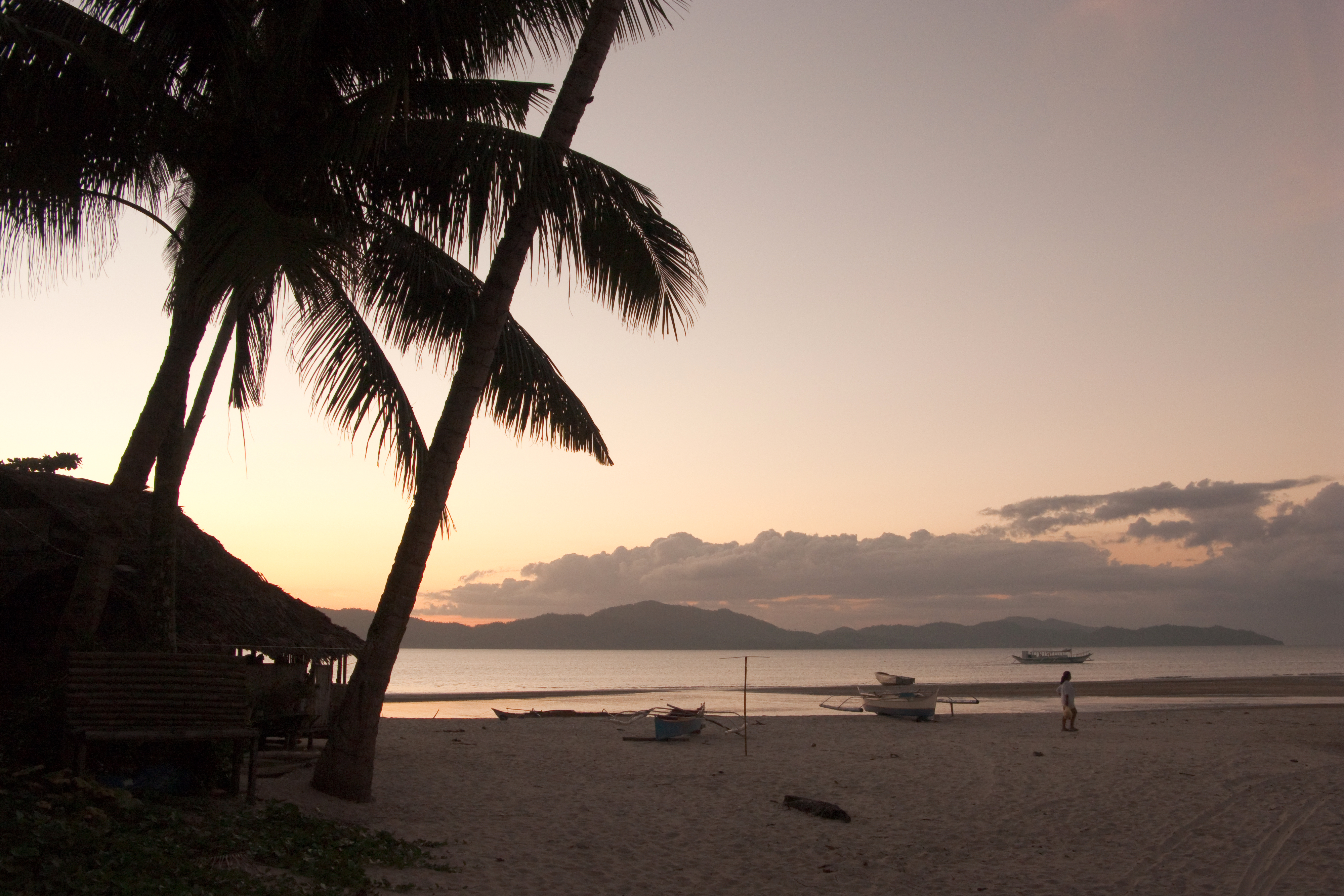
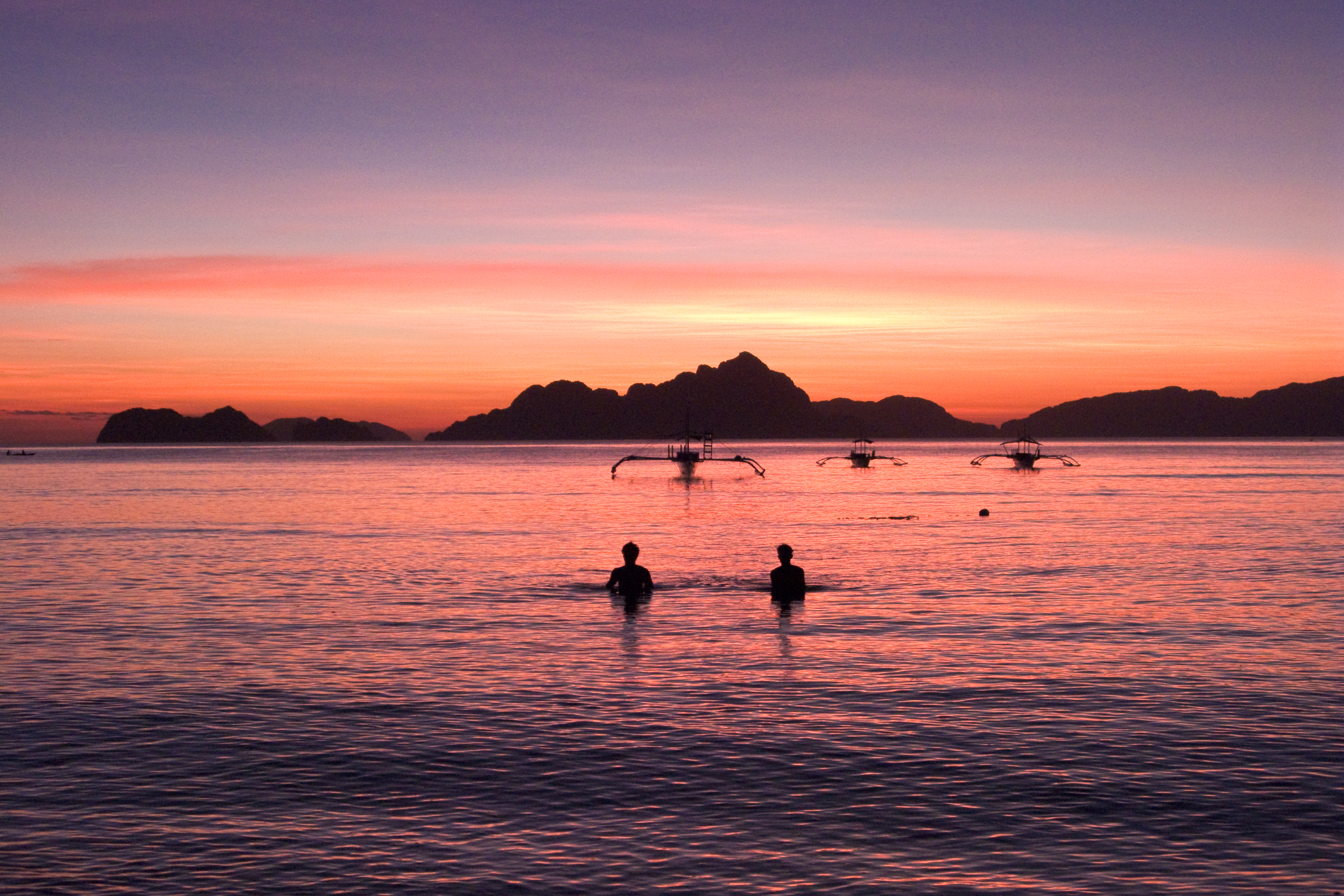
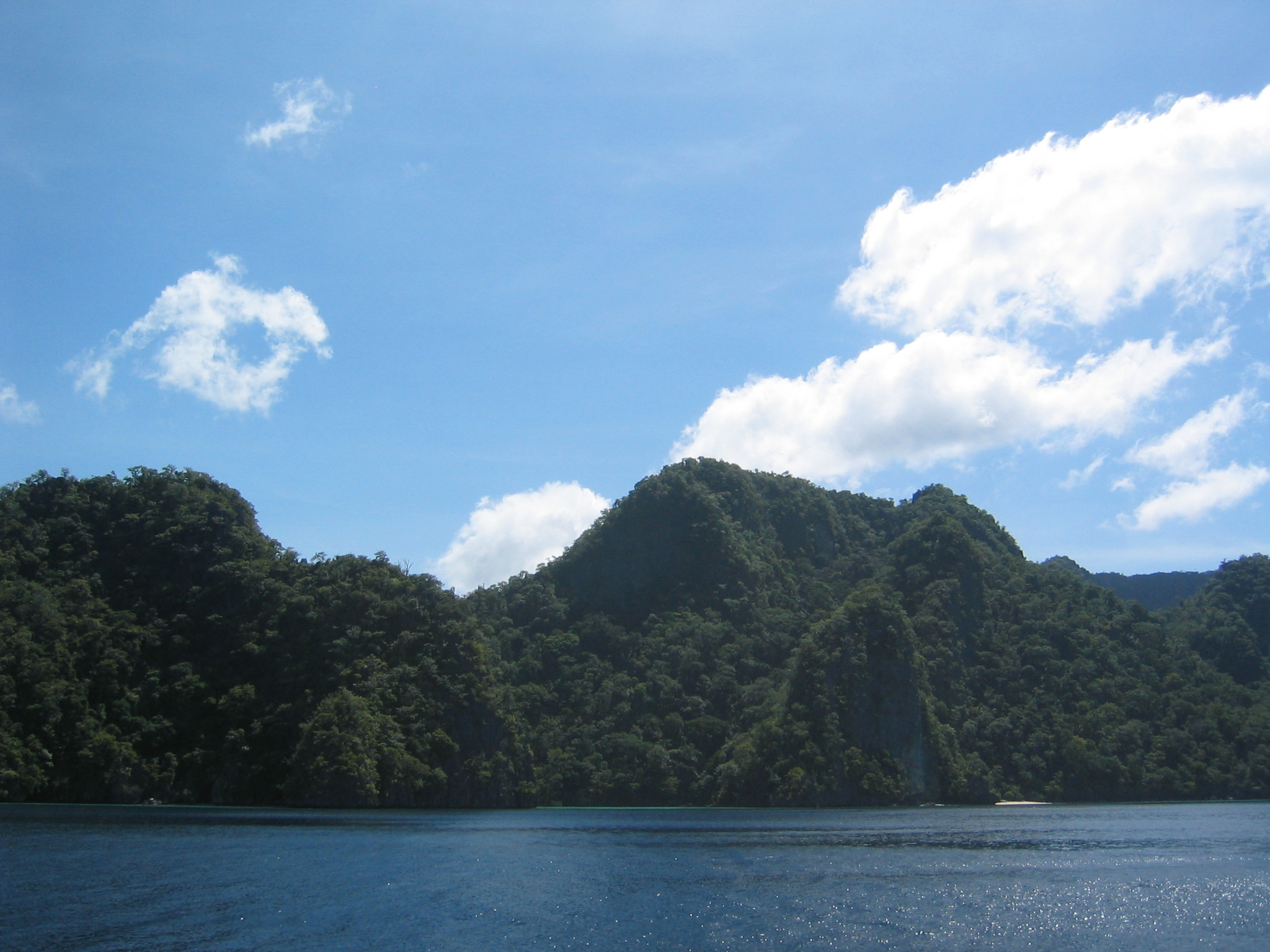
コロン島

## 住民
「フィリピン最後のフロンティア」という言葉には「開拓地」という意味合いもある。パラワン島には20世紀はじめまで海岸部を除き、南から順にパラワン人、タグバヌア人、バタク人といった先住民が住んでおり、焼畑農業（バタク人は狩猟など）を営んでいた。
第二次世界大戦後、パラワン島にはフィリピン中部ビサヤ諸島などから小作農、プランテーションで働く農園労働者、漁民などが、農地開拓・豊かな漁場・鉱山労働・伐採作業を求めて大量に入植し、大戦直後の5万人ほどの人口は1990年には40万人に激増した。またミンダナオ島西部でのムスリム（モロ人）分離主義者たちの内戦を避けたムスリムも移住している。
こうした急速な入植は、人口過密で土地を持つ者と持たない者との対立が深刻なビサヤ地方の問題を解決するための政策でもあったが、先住民の生活や島の環境との間に摩擦も起こしている。

## 産業
パラワン島の主な産業は農業、漁業。林業は重要な産業であったが、1992年以来保護のため禁止されている。
リゾートに関係した観光業（ヨーロッパ人、特にドイツ人に人気がある）も盛んであるが、2001年、ミンダナオ島などを拠点とする過激派、アブ・サヤフと見られるグループがパラワン島から観光客を誘拐する事件が発生、観光に暗い影を落とした（後に誘拐事件を題材としたドラマ「囚われ人 パラワン島観光客21人誘拐事件」が作成されている）。
鉱業は21世紀に入っても盛んであり、2011年だけでもニッケルなどの採掘を目的として429の鉱山開発申請が行われている。

## 歴史
植民地時代以前、パラワン島にはボルネオ島からフィリピン諸島へ島伝いに航海し移住するマレー系民族が多く立ち寄ったほか、中国やマレーの貿易商人たちも寄航し交易した。中国製の陶磁器があちこちの洞窟などで発見されている。
12世紀、マレー人たちが入植をはじめた。首長に率いられたこれらの入植者らはしょうがやココナツ、砂糖、バナナ、サツマイモ、コメなどを栽培し、豚やニワトリを育てた。生計の手段は農業、漁業、狩猟などであった。
16世紀のスペイン人の来航後、まず北端のカラミアン諸島がフィリピン植民地の支配下となった。17世紀初頭にはスペイン人たちはクーヨー諸島など周囲の島々やパラワン本島北部のタイタイ（Taytay）にも宣教師を送ったが、地元のムスリム共同体の抵抗にあった。18世紀までにスペイン人はタイタイなどの町に教会を建て、モロ人の攻撃に備えて軍隊で防衛した。1749年、ブルネイ・スルタン国はパラワン南部をスペインに割譲した。
当初、パラワン地域（当時はパラグア Paragua とも呼ばれた）は北部のタイタイに州都を置くカラミアン州のみで支配していたが、後に三分割された。タイタイを州都として北部を支配するカスティーリャ州（Castilla）、プエルト・プリンセサを州都とし南部を支配するアストゥリアス州（Asturias）、プリンシペ・アルフォンソ（Principe Alfonso）を州都とする本島南端のバラバック諸島州であった。
1898年のフィリピン独立革命でスペイン人支配が終わると、アメリカ合衆国による支配が始まった。1903年に州の境界は変更され、パラワン州に再編されプエルト・プリンセサが州都となった。学校建設、農業の革新、住民の集住などの政策がアメリカ支配下で行われた。
第二次世界大戦では日本軍がパラワン島を占領したが、1944年ごろから連合軍の攻勢で多数の軍艦・輸送船が沈められるなど苦境に陥った。この時期、1944年12月14日、日本軍は連合軍上陸を前に、プエルト・プリンセサにいた150人ほどの捕虜を塹壕に入れ、その上からガソリンを流し火を放った。塹壕を出て野山へ逃げようとしたものは射殺されたが、なお11人ほどが逃げ延びた。翌45年に起こった、ルソン島中部カバナトゥアン収容所からの連合軍捕虜脱走を描いた2005年の映画『ザ・グレート・レイド』はこの事件がオープニングとなっている。
1975年12月下旬、熱帯低気圧が島を襲い被害多数。同じく被害を受けたルソン島南部も含めて死者・行方不明者250人以上を記録。
第二次大戦後はフィリピン中部からの移住者による開拓で人口が激増し、後には欧米人向けのリゾートも多く成立した。2001年5月にはアブ・サヤフと思われる集団により、プエルト・プリンセサ郊外のホンダ湾にあるドス・パルマス・リゾートから20人が拉致される事件が起き、米軍に支援された大規模な救出作戦が行われた。この事件後、パラワン島の警備は厳重になり、同種の事件は起きていない。
2000年代以降、中華人民共和国による南シナ海の領有権（九段線）論争が活発になるとパラワン島は領有権争いの最前線となった。2022年11月22日、フィリピンを訪問中のアメリカ合衆国副大統領カマラ・ハリスがパラワン島を訪問。中国のメディアは副大統領の訪問を強く非難した。